# Capucin bicolore
Spermestes bicolor
Espèce
Statut de conservation UICN

 LC  : Préoccupation mineure
Le Capucin bicolore (Spermestes bicolor) est une espèce de passereau appartenant à la famille des Estrildidae, répandu en Afrique équatoriale.

## Répartition et sous-espèces
Selon la classification de référence du Congrès ornithologique international (14.2, 2024) :

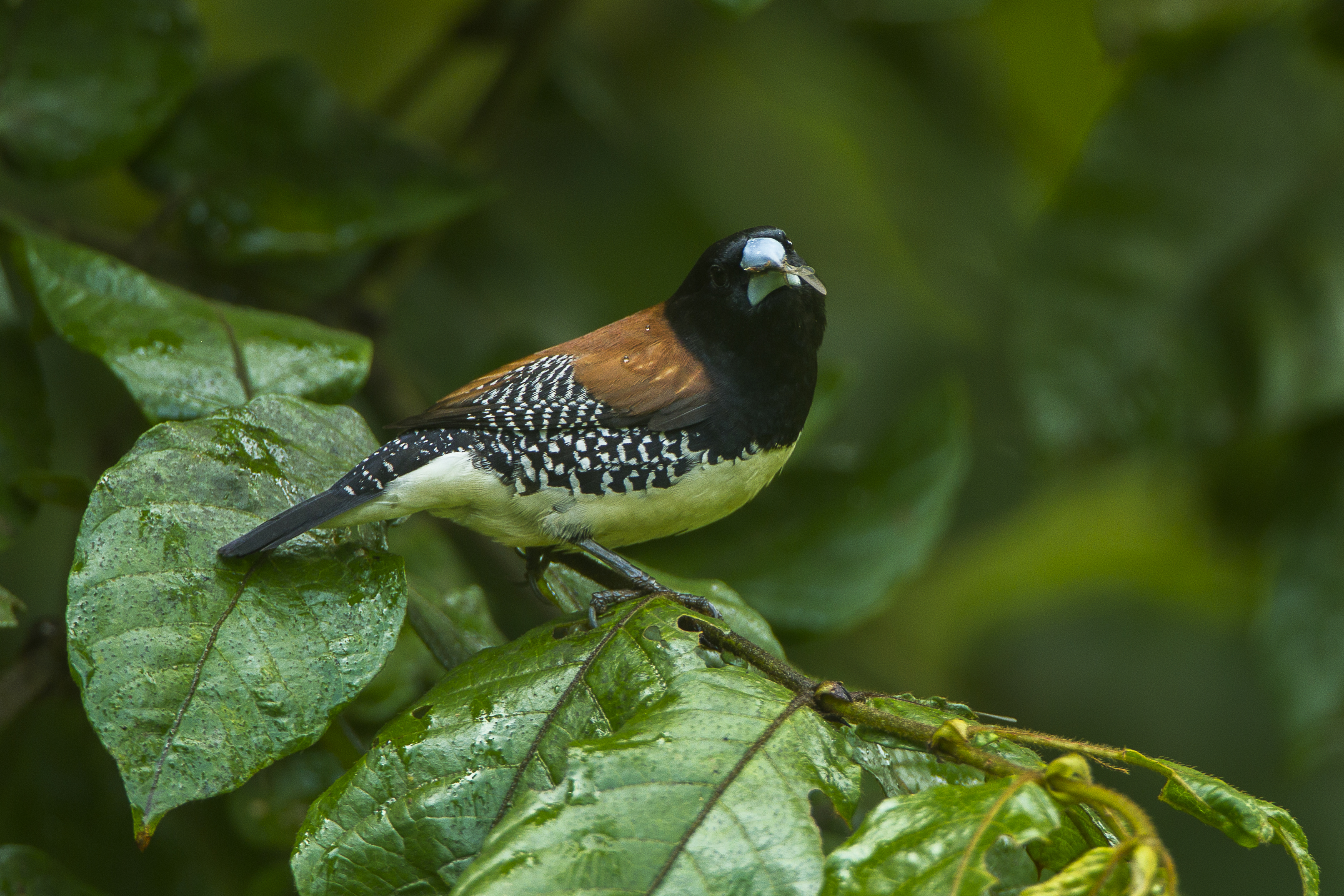
La sous-espèce S. b. nigriceps.

- S. b. bicolor (Fraser, 1843) — de la Guinée-Bissau au Cameroun ;
- S. b. poensis (Fraser, 1843) — de Bioko au Kenya ;
- S. b. woltersi (Schouteden, 1852) — sud-est de la RDC et nord-est de la Zambie ;
- S. b. nigriceps Cassin, 1852 — du sud de la Somalie à l'Angola et l'est de l'Afrique du Sud .

Le capucin à dos brun fut jadis considéré comme espèce à part entière, mais des études récentes montrent une absence de frontière nette géographique et une dégradation de couleur dorsale plus régulière entre l'aire des sous-espèces.

## Habitat
Il habite les savanes et les forêts humides tropicales et subtropicales en plaine.

## Alimentation
Il se nourrit de riz, millet et d'algues, d'insectes, ainsi que de fruits du palmier à huile et du nectar de certaines fleurs.